# Nogometna reprezentacija ZND-a
Nogometna reprezentacija ZND-a predstavljala je Zajednicu neovisnih država nastalu nakon raspada Sovjetskog Saveza. Nogometni savezi svih bivših sovjetskih republika osim Estonije, Latvije i Litve bili su dio Nogometnog saveza ZND-a. Savez je ubrzo nakon EP-a 1992. rasformiran i sve republike dobile su svoje nacionalne reprezentacije. Posljednju utakmicu ZND je odigrala protiv Škotske u Norrköpingu u Švedskoj 18. lipnja 1992. Izgubila ju je 3:0.